# یوکی یاناگیتا
یوکی یاناگیتا (انگلیسی: Yuki Yanagita؛ زادهٔ ۹ اکتبر ۱۹۸۸) بازیکن بیسبال اهل ژاپن است.